# 북한민주화위원회
북한민주화위원회는 지난 2000년 황장엽 전 노동당비서가 주축이되 결성된 이후 2023년 현재까지 김정은 독재정권에 반대하기 위해 국내외 모든 탈북자들과 민주인사들이 모인 단체다. 사무실은 서울특별시 서대문구 충정로2가 7-2 공화빌딩 7층에 있다.

## 설립 목적
- 첫째, 대한민국의 자유민주주의를 수호하고 북한의 민주화를 촉진시킨다.
- 둘째, 북한 민주화를 위한 당면한 투쟁을 선도한다.
- 셋째, 인민군대를 김정은로부터 떼어낸다.
- 넷째, 탈북자 구출로 김정은 정권 붕괴를 촉진시킨다.
- 다섯째, 북한에 민주적 정부 수립 및 한반도 통일에 앞장선다.[1]

## 연혁
- 2000년 1월 설립(위원장 황장엽, 명예위원장 김영삼)
- 2005년 4월 21일 황장엽 위원장 강연
- 2007년 4월 10일 북한민주화위원회 창립대회
- 2009년 4월 4일 북한민주화를 위한 탈북인권단체 연합등반대회
- 2011년 1월 13일 이사회 개최, 홍순경 이사장 위원장(대표) 취임[1]